# Сала, Якопо
Якопо Сала (итал. Jacopo Sala; 5 декабря 1991) — итальянский футболист, правый защитник.

## Биография
Сала перешёл в «Гамбург» из «Челси», подписав трехлетний контракт и присоединившись к бывшему партнеру по лондонскому клубу Майклу Мэнсьену. Он дебютировал в «Гамбурге» в домашнем матче, закончившийся со счетом (5:1) против «Боруссии» из Дортмунда, где он вышел на замену на 65-й минуте, заменив Марселя Янсена.